# Promenade de la Croisette

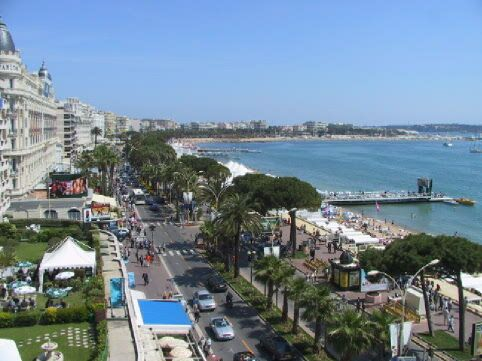
La Croisette

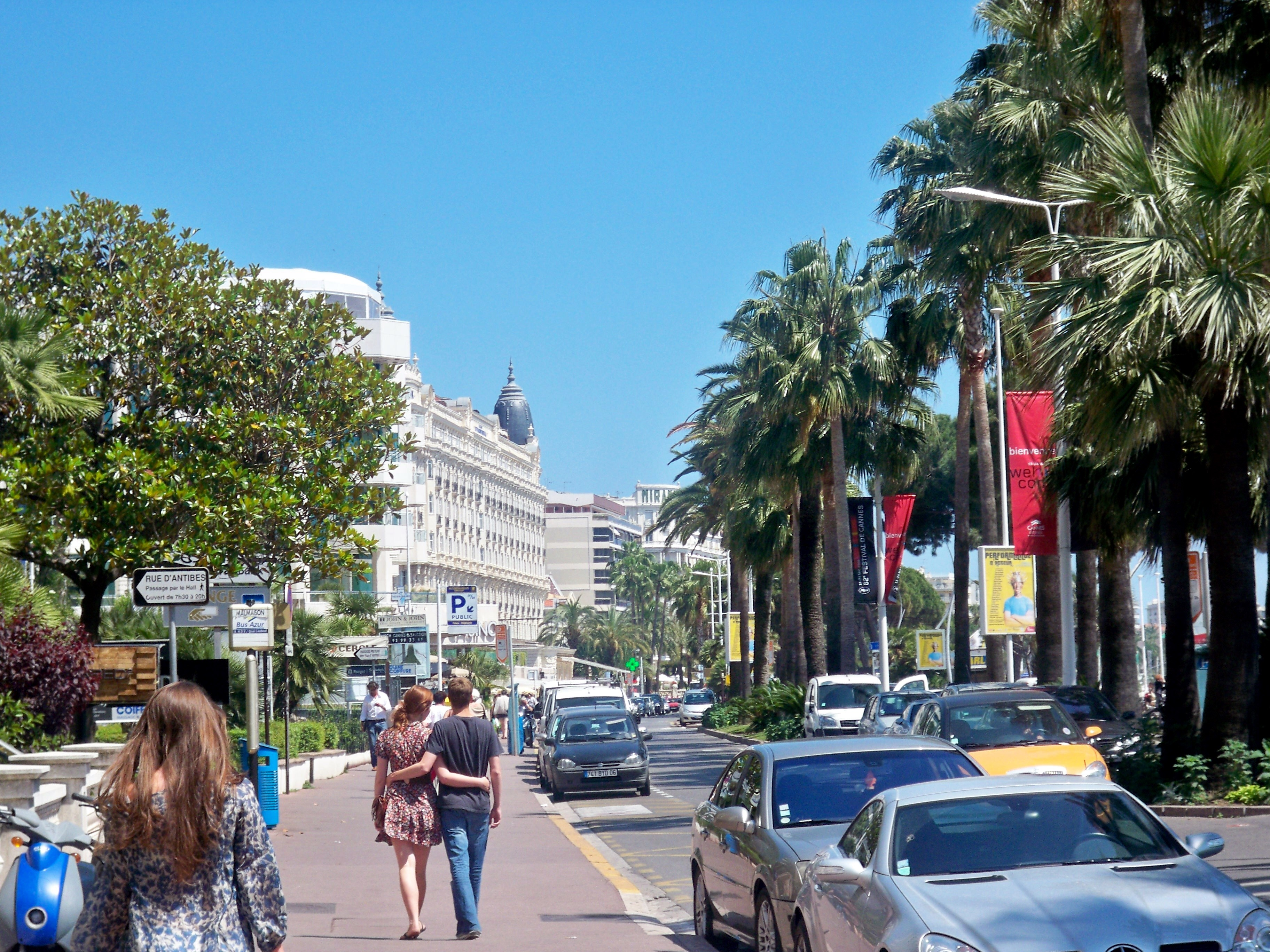
Promenade de la Croisette

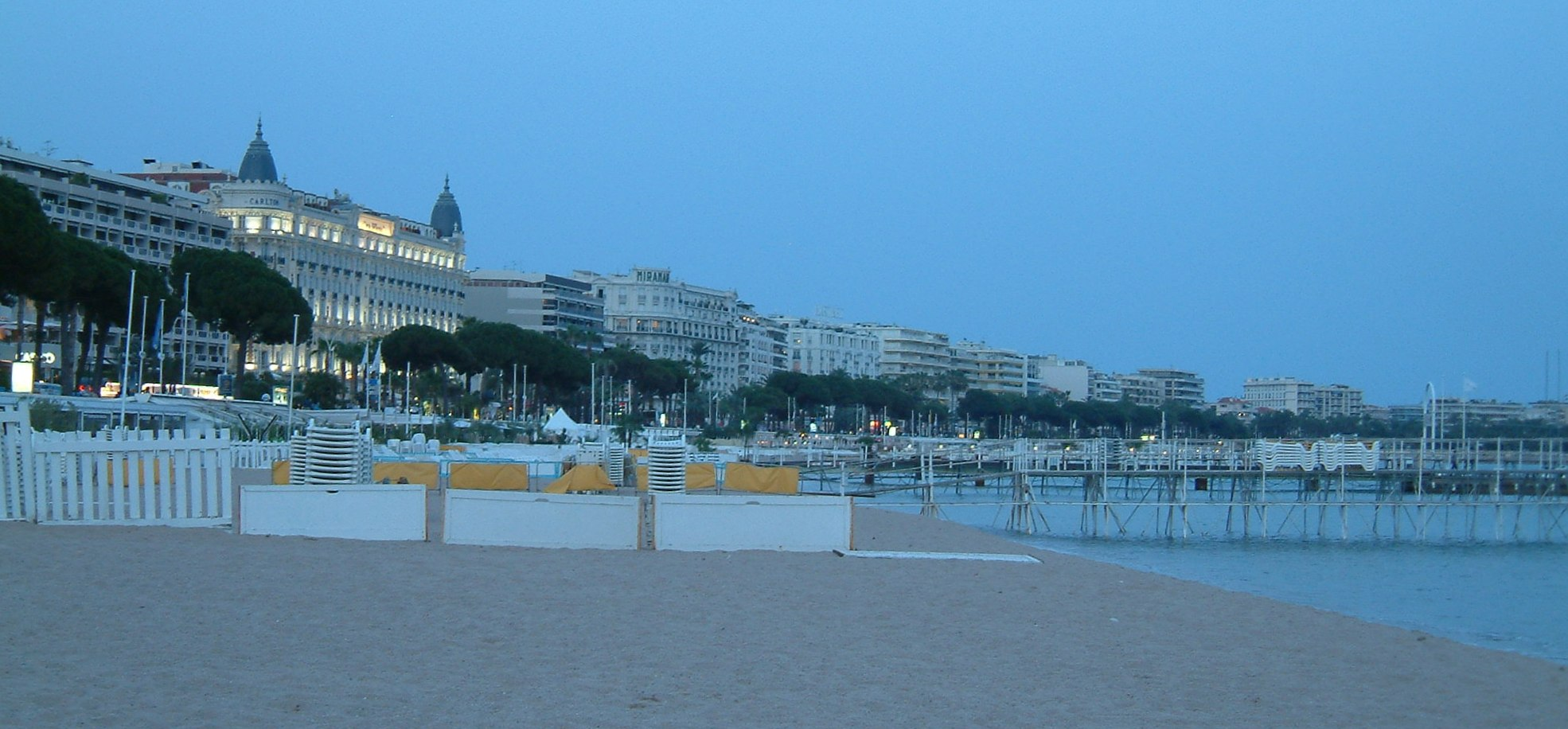
La Croisette, vista des de la platja

La Promenade de la Croisette o La Croisette és una important passeig de dos quilòmetres al llarg de la platja del Mediterrani de la ciutat de Canes, a França. El nom és degut a una petita creu que s'hi conserva; així, antigament se'n deia: «Chemin de la petite croix» (ita.: Crocetta), és a dir «Camí de la Creueta».
La Croisette és un terreny guanyat al mar. Era un senzill un camí de sorra simple, escombrat per les ones i les tempestes, envaït per canyes i aiguamolls. Hi havia dunes, algunes de més de quinze metres d'altura. El 1853, el battlle, M. Barbe va demanar l'autorització d'urbanitzar la franja litoral, per tal de satisfer la clientela turistes rics. El 26 veïns es van oposar al projecte, fins que van acceptar que es creï un camí de cinc metres d'amplada. El 1861 es va decidir eixamplar-lo en utilitzar la runa de la construcció del ferrocarril de Toló a Niça i l'obra es va estrenar el 14 de març de 1863. Aviat s'hi van construir uns hotels i unes vil·les de luxe. Aleshores es deia «Avinguda de l'Emperadriu», nom que va canviar amb les vicissituds de la monarquia francesa.
La Croisette és coneguda pel Palais des Festivals et des Congrès, construït a l'endret de l'antic Cercle Nautique. Hi té lloc el Festival Internacional de Cinema. Al passeig hi ha moltes botigues de luxe, restaurants i hotels com el Carlton, Majestic, JW Marriott Cannes, Chanel i Martinez. La majoria de les platges són privades i pertanyen als grans hotels que cobren uns 50 euros per entrada.
El passeig de La Croisette està inclòs en l'inventari general dels patrimonis culturals de França.